# Phytomyza veratri
Phytomyza veratri este o specie de muște din genul Phytomyza, familia Agromyzidae, descrisă de Erich Martin Hering în anul 1941.
Este endemică în Bulgaria. Conform Catalogue of Life specia Phytomyza veratri nu are subspecii cunoscute.